# 志布志郵便局
志布志郵便局（しぶしゆうびんきょく）は鹿児島県志布志市志布志町志布志二丁目にある郵便局。民営化前の分類では集配普通郵便局であった。

## 概要
住所：〒899-7199 鹿児島県志布志市志布志町志布志2-12-1
民営化直前の集配業務再編において、多くの集配普通郵便局は統括センターとなったが、当局は配達センターとされたため、民営化後も郵便事業株式会社の支店は併設されず、集配センターが併設された。

## 沿革
- 1874年（明治7年）12月16日 - 志布志郵便取扱所として開設[1]。
- 1875年（明治8年）1月1日 - 志布志郵便局（五等）となる。
- 1880年（明治13年） - 為替取扱を開始。
- 1882年（明治15年） - 貯金取扱を開始。
- 1897年（明治30年）3月1日 - 志布志郵便電信局となる。
- 1903年（明治36年）4月1日 - 通信官署官制の施行に伴い志布志郵便局となる。
- 1956年（昭和31年）10月11日 - 電話通話および和文電報受付事務の取扱を開始[2]。
- 1984年（昭和59年）12月 - 局舎新築。
- 1991年（平成3年）10月1日 - 外国通貨の両替および旅行小切手の売買に関する業務取扱を開始。
- 2007年（平成19年）2月11日 - 内之倉郵便局（志布志市志布志町内之倉）から「899-72xx」区域の集配業務を移管[3]。
- 2007年（平成19年）10月1日 - 民営化に伴い、併設された郵便事業国分支店志布志集配センターに一部業務を移管。
- 2012年（平成24年）10月1日 - 日本郵便株式会社発足に伴い、郵便事業国分支店志布志集配センターを志布志郵便局に統合。

## 取扱内容
- 郵便、印紙、ゆうパック、内容証明

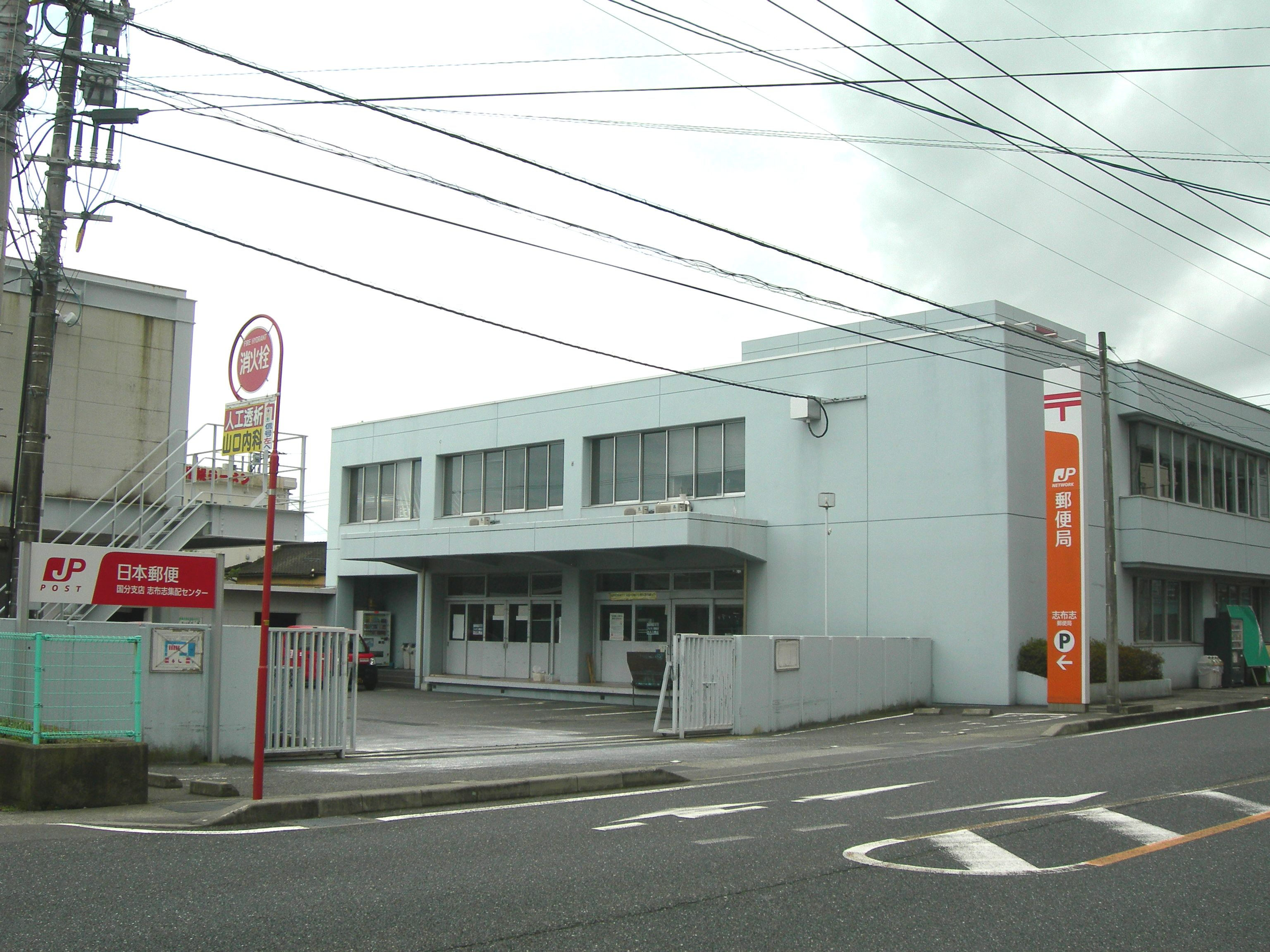

- 貯金、為替、振替、振込、国際送金、外貨両替・トラベラーズチェック、国債、投資信託
- 生命保険、バイク自賠責保険、自動車保険
- ゆうちょ銀行ATM
- 「899-71xx」「899-72xx」区域（志布志市（旧曽於郡志布志町域））の集配業務

## 周辺
- 志布志警察署
- 志布志港

## アクセス
- JR日南線 志布志駅から北へ約200m（徒歩約2分）
- 国道220号沿い
- 駐車場あり：10台